# ジェローム・モット
ジェローム・アーサー・モット(英語:Jerome Arthur Motto、1921年10月16日 - 2015年1月4日)は、アメリカ合衆国の精神科医。ランダム化比較試験によって証明された、自殺による死亡を減少させる最初の自殺予防を行った人物である。この研究では、研究者が受取人に関心を示す短い手紙を、受取人に行動を促すことなく郵送するというものであった。
モットーのアプローチは、自殺予防の「思いやりのある手紙」モデルと呼ばれることもある。このアプローチは、モットーが第二次世界大戦中、派兵される前に出会った若い女性から手紙を受け取った経験からヒントを得た部分もあり、自殺の危機に瀕した相手とじっくり話した研究者から手紙を送った。タイプライターで書かれたこの手紙は、2文程度の簡潔なもので、研究者の直筆サインが入っており、相手に要求することなく興味を示すものだった。当初は月1回のペースで送られたが、最終的には四半期ごとに送られるようになり、相手から返信があった場合には、さらに個人的な手紙が郵送された。正確なメカニズムについては議論の余地があるが、研究者たちは一般的に、手紙は純粋な関心と社会的なつながりを伝えるものであり、受け取った人は役に立つと考えている。
ケアリングレターは安価であり、入院を余儀なくされた自殺未遂後の最初の数年間に効果があることが科学的に証明されている、自殺予防のための唯一の、あるいは非常に少ないアプローチの一つである。
2015年1月4日、カリフォルニア州バーリンゲームのミルズ・ペニンシュラ病院で94歳で亡くなった。

## 出版物
- Motto, J. A. (1976). “Suicide prevention for high-risk persons who refuse treatment”. Suicide and Life-Threatening Behavior 6 (4):  223–230. ISSN 0363-0234. PMID 1023455.

## 関連リンク
- Research summary at Stanford University's SPARQ (Social Psychological Answers to Real-world Questions)